# Đại Minh (Quảng Nam)
Đại Minh is een xã in het district Đại Lộc, een van de districten in de Vietnamese provincie Quảng Nam.
Đại Minh ligt op de zuidelijke oever van de Vu Gia.